# Генинсон, Владимир Братиславович
Влади́мир Братисла́вович Генинсо́н (укр. Володимир Братіславович Генінсон; род. 12 мая 1976, Киев, Украина) — экс президент Украинской футбольной Премьер-лиги. Бывший исполнительный директор Федерации футбола Украины. Делегат UEFA на европейских турнирах, Комиссар FIFA на международной арене

## Биография
Родился 12 мая 1976 года в г. Киеве. Высшее образование получил за рубежом, окончив в 2001 году Champlain College, Берлингтон, Вермонт (США).
Карьеру начал, работая в международной сети отелей HowardJohnson и Intercontinental. Получив опыт администрирования за рубежом, вернулся на Украину, где возглавил департамент кейтеринга и обслуживания отеля Hyatt Regency Kyiv. После чего занимал должность директора по развитию управляющей компании Vertex Hotel Group.
С 2011 по 2013 года возглавлял Государственный концерн «Укрспортарены», под управлением которого были крупные инфраструктурные проекты НСК «Олимпийский», Киевский дворец спорта и «Арена Львов».
Под руководством Генинсона в Киеве был отреставрирован и открыт главный спортивный комплекс страны НСК «Олимпийский», а также построен львовский стадион «Львов Арена». Сегодня он является Почетным президентом НСК «Олимпийский». За непродолжительный срок стадион получил новую концепцию развития, брендинг и позиционирование.
В результате проведенных трансформаций на НСК «Олимпийский», Генинсону удалось вывести стадион на самоокупаемость. По итогам 2012 года НСК «Олимпийский» получил прибыль в размере 1,5 млн грн. Концепция развития НСК заключалась в том, чтобы использовать его инфраструктуру не только для спортивных мероприятий, но и для концертов, фестивалей, и других коммерческих событий.
Владимир Генинсон принимал активное участие в работе Национального агентства по вопросам подготовки и проведения на Украине финальной части Чемпионата Европы 2012 года по футболу. Он лоббировал интересы Украины на этапе подготовки, а также отвечал за проведение матчей ЕВРО-2012 в Киеве и Львове.   
С марта по декабрь 2015 года Владимир Генинсон занимал должность исполнительного директора ФФУ, а с декабря 2015 года является руководителем Службы взаимодействия с ФИФА и УЕФА[1]. 29 февраля 2016 года на Общем собрании участников Украинской футбольной Премьер-лиги был избран ее новым президентом[2]. Под руководством Генинсона, УПЛ прошла этап трансформации, начиная от ребрендинга, заканчивая привлечением национальных и мировых спонсоров для украинских футбольных клубов. Эти шаги позволили им полностью компенсировать затраты на содержание УПЛ.
На сегодняшний момент является Членом Комитета УЕФА по вопросам безопасности и развития стадионов на Украине, Членом комитета ЕSSMA (Европейская Ассоциация стадионов и безопасности) на Украине. Тренер ESSMA.
В 2022—2023 годах работал в структуре одесского «Черноморца». С 2024 года — вице-президент ковалёвского «Колоса»

## Опыт
Проходил стажировку на «Амстердам Арене». Получил сертификат по прохождению тренингов в школе EVMI’s (Stadium Management Summer School 2011) и сертификат тренера от Европейской Ассоциации стадионов и безопасности (ESSMA).

## Награды
- Орден «За заслуги» III степени[1]

## Личная жизнь
Воспитывает двух сыновей.